# Vlad, o Afogado
Vlad VI da Valáquia (c. 1508 –18 de Setembro de 1532) foi Príncipe da Valáquia entre 4 de Junho de 1530  e 18 de Setembro  de 1532. O seu cognome, Înecatul [O Afogado], refere-se à maneira como morreu.
Vlad VI era filho de Vlad V, o Jovem e de sua esposa Anca. Vlad, o Jovem era por sua vez filho de Vlad, o Monge e irmão de Radu IV o Grande.
Apesar de não documentação histórica específica sobre o seu nascimento, sabe-se que Vlad VI tinha c. 4 anos aquando da morte do pai. Quando Vlad VI subiu a príncipe, a 4 de Junho de 1530, tinha a mesma idade (22) que o seu pai tivera quando ele subira ao poder. Vlad subiu ao poder numa época conturbada. Moisés, o seu predecessor, havia organizado uma rebelião contra o Império Otomano. 
Os turcos responderam à rebelião e Vlad, reunindo nobres insatisfeitos com o autoritarismo de Moisés, aliou-se ao exército otomano. Moisés procurou inicialmente resistir, mas havia sido derrotado na Batalha de Viişoara de 29 de Agosto de 1530, retirando-se depois para a Transilvânia. Para além disto, a conturbação do seu período de governo deve-se também ao facto de os nobres da família dos Craioveşti tentarem de tudo para o retirar do poder: imediatamente após subir ao trono, Moisés, ajudado por Barbu II Craiovescu, levantou um exército de mercenários na Transilvânia de modo a devolver o trono ao deposto monarca. 
A família Craiovesti tentou de outras maneiras retirá-lo do poder, mas Vlad venceu-os sempre, acabando por lhes retirar o direito de sucessão ao Banato de Craiova. Apesar disto, esta família de nobres revoltados não vai deixar de tentar retirá-lo do poder.
Durante os seus dois anos como príncipe, Vlad destacou-se pela fundação do Mosteiro Viforâta, no Condado de Dâmboviţa, em Aninoasa. Este mosteiro foi o monumento arquitetônico mais importante do século XVI. 
A sua vida foi curta: faleceu aos 24 anos, de uma maneira bastante estranha: segundo Adolf Armbruster (Dacoromano-Saxonica, p. 198), após um prolongado banquete, onde foram servidas grandes quantidades de álcool, Vlad montou o seu cavalo para um passeio, na direção do Rio Dâmboviţa, perto da aldeia de Popeşti, a sul de Bucareste, onde acabou por se afogar. O seu sepulcro foi arranjado pela mãe, Anca.

## Casamento e descendência
Em 1531, Vlad VI desposou Ana da Moldávia (f.1542/1546), filha de Pedro Rareş da Moldávia. Não houve descendência.